# Квинт Веттий Веттиан
Квинт Ве́ттий Веттиа́н (лат. Quintus Vettius Vettianus; II—I века до н. э.) — античный оратор из племени марсов.

## Биография
Квинт Веттий Веттиан упоминается в трактате Марка Туллия Цицерона «Брут, или О знаменитых ораторах». Это был видный оратор из италийского племени марсов, современник Луция Лициния Красса (140—91 годы до н. э.) и Марка Антония (143—87 годы до н. э.), которого Цицерон знал лично. По словам автора трактата, Квинт был «человек умный и в красноречии немногословный». Своим мастерством он не уступал римским ораторам, и ему не хватало только «столичности».
Предположительно именно этого Квинта Веттия высмеивает в своих «Риторических наставлениях» Марк Фабий Квинтилиан.